# He Yingqiang
He Yingqiang, född 25 maj 1965, är en kinesisk före detta tyngdlyftare.
Han blev olympisk silvermedaljör i 56-kilosklassen i tyngdlyftning vid sommarspelen 1988 i Seoul.